# Stadion Poloneza Warszawa
Stadion Poloneza Warszawa – stadion piłkarsko-lekkoatletyczny znajdujący się przy ulicy Łabiszyńskiej w Warszawie. Na tym obiekcie rozgrywają mecze piłkarze Poloneza Warszawa.

## Historia
Stadion przy ulicy Łabiszyńskiej na Targówku został zbudowany po II wojnie światowej i służył piłkarzom klubu sportowego Stal FSO Warszawa, który w 1979 roku zmienił nazwę na Polonez Warszawa. Stadion wraz z innymi obiektami sportowymi przy ulicy Łabiszyńskiej należał do Fabryki Samochodów Osobowych. W 1994 roku obiekty przeszły pod opiekę Ośrodka Sportu i Rekreacji Targówek. 
W sezonie 1979/1980 Polonez rozgrywał tutaj mecze II ligi. Na inauguracje rozgrywek „Polonezowcy” zagrali ze Starem Starachowice przy frekwencji 3000 kibiców. Rekordowa frekwencja padła podczas derbów z Ursusem Warszawa – 4000 widzów.
W 2006 roku stadion przeszedł gruntowną przebudowę, m.in. położono na boisku sztuczną murawę, sześciotorową (osiem na prostej) bieżnię tartanową, zbudowano nowe trybuny na 1062 miejsca siedzące oraz zainstalowano oświetlenie o mocy 300 lux.